# Kanton Thouars-1
Der Kanton Thouars-1 ist ein ehemaliger, von 1973 bis 2015 bestehender französischer Wahlkreis im Arrondissement Bressuire, im Département Deux-Sèvres und in der Region Poitou-Charentes; sein Hauptort war Thouars. Vertreter im Generalrat des Départements war ab 2004 Patrice Pineau (PS).

## Gemeinden
Der Kanton bestand aus einem Teil der Stadt Thouars (angegeben ist die Gesamteinwohnerzahl der Stadt, im Kanton leben etwa 4800 Einwohner) sowie weiteren elf Gemeinden:
| Gemeinde                 | Einwohner Jahr | Fläche km² | Bevölkerungsdichte | Code INSEE | Postleitzahl |
| ------------------------ | -------------- | ---------- | ------------------ | ---------- | ------------ |
| Brie                     | 187 (2013)     | –          | – Einw./km²        | 79054      | 79100        |
| Missé                    | 841 (2013)     | –          | – Einw./km²        | 79178      | 79100        |
| Oiron                    | 922 (2013)     | –          | – Einw./km²        | 79196      | 79100        |
| Pas-de-Jeu               | 419 (2013)     | –          | – Einw./km²        | 79203      | 79100        |
| Saint-Cyr-la-Lande       | 359 (2013)     | –          | – Einw./km²        | 79244      | 79100        |
| Saint-Jacques-de-Thouars | 459 (2013)     | –          | – Einw./km²        | 79258      | 79100        |
| Saint-Jean-de-Thouars    | 1.321 (2013)   | –          | – Einw./km²        | 79259      | 79100        |
| Saint-Léger-de-Montbrun  | 1.252 (2013)   | –          | – Einw./km²        | 79265      | 79100        |
| Saint-Martin-de-Mâcon    | 342 (2013)     | –          | – Einw./km²        | 79274      | 79100        |
| Taizé-Maulais            | 768 (2013)     | –          | – Einw./km²        | 79321      | 79100        |
| Thouars                  | 9.302 (2013)   | –          | – Einw./km²        | 79329      | 79100        |
| Tourtenay                | 131 (2013)     | –          | – Einw./km²        | 79331      | 79100        |